# Anne-Laure Blin
Pour les articles homonymes, voir Blin.
Anne-Laure Blin, née le 12 juin 1983 à Toul, est une femme politique française.

## Biographie
Elle est déléguée nationale de l'UNI, un syndicat étudiant classé à droite, pendant ses études et selon LCP « va devant les tribunaux pour demander l'évacuation d'étudiants bloqueurs à l'université de Nancy ».
D'abord collaboratrice de Michèle Tabarot, elle devient ensuite assistante de Jean-Charles Taugourdeau (UMP puis LR), député de Maine-et-Loire, et exerce ainsi le métier d'assistant parlementaire pendant douze ans jusqu'à son élection en 2020.
À l’issue d’une élection législative partielle de la troisième circonscription de Maine-et-Loire le 27 septembre 2020, elle lui succède comme députée. Elle rejoint le groupe Les Républicains. Elle est coprésidente du comité de soutien à Valérie Pécresse en Maine-et-Loire pour l'élection présidentielle de 2022.
Elle est investie par Les Républicains (LR) pour les élections législatives de 2022. Arrivée en tête au premier tour, Anne-Laure Blin est élue seule députée LR de Maine-et-Loire le 19 juin 2022. 
En mars 2024, elle fait partie des douze députés LR qui votent contre l'inscription de l'avortement dans la Constitution. 
Lors de la crise de 2024 au parti Les Républicains, elle fait partie des députés qui refusent l'alliance avec l'extrême droite souhaitée par Éric Ciotti et participe au bureau politique qui vote l'exclusion de ce dernier du parti. 
À la suite de la dissolution de l'Assemblée nationale le 9 juin 2024, elle est de nouveau candidate et réélue aux élections législatives de 2024 en Maine-et-Loire, dans la même circonscription, face au candidat du Rassemblement national grâce au report des électeurs de la coalition présidentielle et de la coalition de gauche Nouveau Front populaire au nom du front républicain. 
Après la formation du gouvernement Michel Barnier, elle fait partie de la « majorité fantôme », composée des députés LR, Horizons, Modem et Ensemble, et affirme être « complètement derrière le gouvernement ».

## Prises de position

### Pour la création d'un ticket restaurant étudiant
En 2021, elle fait partie des parlementaires ayant déposé une proposition de loi à l'Assemblée nationale pour créer un « ticket restaurant étudiant » en réponse aux difficultés financières et sociales rencontrées par les étudiants, aggravées par la crise sanitaire. Cette proposition de loi est adoptée au Sénat avant d'être rejetée par la majorité LREM à l'Assemblée nationale,.

### Déni du réchauffement climatique
En mars 2021, sur la chaîne LCP, elle dénonce « la doxa populaire qui dit qu'il faut acter le réchauffement climatique » et demande des éléments « qui prouvent cette question du réchauffement climatique »,. Repris sur Twitter en janvier 2022, ces propos suscitent des réactions des personnalités écologistes Yannick Jadot et Matthieu Orphelin, ainsi que de la paléoclimatologue Valérie Masson-Delmotte, qui les qualifient de climatosceptiques,.

### Opposition à un rassemblement antifasciste
En 2024, Anne-Laure Blin reprend une polémique lancée par les syndicats étudiants d'extrême droite la Cocarde étudiante et l'UNI, et alimentée par le leader de L'Alvarium Jean-Eudes Gannat, exigeant l'annulation d'un festival antifasciste organisé par le Planning familial et l'Union syndicale Solidaires au sein de l'université d'Angers ; la députée qualifie l'événement de « séparatiste »,.